# Juan Arrillaga
Juan Gregorio Arrillaga (Pergamino, 28 novembre 1908 – Córdoba, 1º ottobre 1970) è stato un calciatore argentino, di ruolo attaccante.

## Caratteristiche tecniche
Giocava come mezzala destra.

## Carriera

### Club
Arrillaga entrò nella prima squadra del Quilmes nel 1928, negli ultimi anni dell'èra dilettantistica del calcio argentino; fu anche ceduto in prestito al Gimnasia La Plata in occasione della tournée in Europa nel 1930-1931. Partecipò alla prima edizione del torneo professionistico, disputando da titolare 31 gare su 34, segnando 13 gol. Fu il primo giocatore a realizzare 5 reti in un solo incontro: il 22 novembre 1931, contro il Gimnasia La Plata, Arrillaga segnò 5 volte (minuti 5º, 56º, 71º, 72º e 89º). Con le sue 13 marcature totali, fu anche il miglior realizzatore del Quilmes in quella stagione, insieme al centravanti Luis Ravello. Si trasferì poi al River Plate: alla sua prima annata nel nuovo club vinse il titolo nazionale. Fece poi ritorno al Quilmes, ove rimase brevemente prima di andare all'estero per la prima e unica volta in carriera: si accasò difatti al Fluminense, formazione brasiliana. Rimase a Rio de Janeiro nel 1934-1935, per poi tornare al Quilmes; chiuse la sua carriera al Lanús, nel 1937.

### Nazionale
Arrillaga registrò quattro presenze con la maglia della Nazionale argentina: debuttò il 30 agosto 1928 contro l'Uruguay ad Avellaneda. Scese poi in campo contro l'Uruguay a Montevideo il 16 giugno 1929, contro la Jugoslavia a Buenos Aires il 3 agosto 1930 e contro il Paraguay ad Asunción il 18 settembre 1931.

## Statistiche

### Cronologia presenze e reti in Nazionale
| Cronologia completa delle presenze e delle reti in nazionale ― Argentina | Cronologia completa delle presenze e delle reti in nazionale ― Argentina | Cronologia completa delle presenze e delle reti in nazionale ― Argentina | Cronologia completa delle presenze e delle reti in nazionale ― Argentina | Cronologia completa delle presenze e delle reti in nazionale ― Argentina | Cronologia completa delle presenze e delle reti in nazionale ― Argentina | Cronologia completa delle presenze e delle reti in nazionale ― Argentina | Cronologia completa delle presenze e delle reti in nazionale ― Argentina |
| Data                                                                     | Città                                                                    | In casa                                                                  | Risultato                                                                | Ospiti                                                                   | Competizione                                                             | Reti                                                                     | Note                                                                     |
| ------------------------------------------------------------------------ | ------------------------------------------------------------------------ | ------------------------------------------------------------------------ | ------------------------------------------------------------------------ | ------------------------------------------------------------------------ | ------------------------------------------------------------------------ | ------------------------------------------------------------------------ | ------------------------------------------------------------------------ |
| 30/08/1928                                                               | Avellaneda                                                               | Argentina                                                                | 1 – 0                                                                    | Uruguay                                                                  | Copa Newton                                                              | 0                                                                        |                                                                          |
| 16/06/1929                                                               | Montevideo                                                               | Uruguay                                                                  | 1 – 1                                                                    | Argentina                                                                | Amichevole                                                               | 0                                                                        |                                                                          |
| 03/08/1930                                                               | Buenos Aires                                                             | Argentina                                                                | 3 – 1                                                                    | Jugoslavia                                                               | Amichevole                                                               | 0                                                                        |                                                                          |
| 18/09/1931                                                               | Asunción                                                                 | Paraguay                                                                 | 1 – 0                                                                    | Argentina                                                                | Amichevole                                                               | 0                                                                        |                                                                          |
| Totale                                                                   |                                                                          | Presenze                                                                 | 4                                                                        |                                                                          | Reti                                                                     | 0                                                                        |                                                                          |

## Palmarès
- Campionato argentino: 1

River Plate: 1932